# 55
| 55                 |
| ------------------ |
| Dødsfald - Fødsler |
|                    |

| Gregoriansk kalender | 55 LV                   |
| Ab urbe condita      | 808                     |
| Armensk kalender     | I/T                     |
| Kinesiske kalender   | 2751 – 2752 甲寅 – 乙卯 |
| Etiopisk kalender    | 47 – 48                 |
| Jødisk kalender      | 3815 – 3816             |
| Hindukalendere       |                         |
| - Vikram Samvat      | 110 – 111               |
| - Shaka Samvat       | N/A                     |
| - Kali Yuga          | 3156 – 3157             |
| Iransk kalender      | 567 BP – 566 BP         |
| Islamisk kalender    | 585 BH – 584 BH         |

Se også 55 (tal)

## Født
- Epiktet, en græsk stoisk filosof.